# رودولفو فريتاس دا سيلفا
رودولفو فريتاس دا سيلفا (بالبرتغالية: Rodolfo Freitas da Silva‏) هو لاعب كرة قدم برازيلي، ولد في 4 أكتوبر 1993 في Orindiúva ‏ في البرازيل. لعب مع غريميو بورتو أليغرينزي ونادي بالميراس.

## وصلات خارجية
- رودولفو فريتاس دا سيلفا على موقع قاعدة بيانات كرة القدم.إي يو (الإنجليزية)
- رودولفو فريتاس دا سيلفا على موقع Soccerway.com (الإنجليزية)